# Boříkovský potok (přítok Kalného potoka)
Boříkovský potok je vodní tok, který začíná ve vsi Boříkovi v okrese Klatovy a severozápadně od Kolince se vlévá do Kalného potoka.

## Historie
V 18. století tok více meandroval a nacházely se na něm dva velké rybníky na dnešních loukách jižně od Mlázov.

## Průběh toku
Začátek toku je zachycen v rybníce V Parku na východním okraji Boříkovů. Odtud teče na jih dolů z kopce. Zleva i zprava ho postupně napájí několik svodnic. Nad Bernarticemi se stáčí na západ, podtéká silnici z Boříkov do Bernartic, protéká koupalištěm a pokračuje na jihozápad až do poloviny Bernartic, kde se otočí na jihovýchod, aby jimi protekl. Zde se do něj vlévají dva potoky zprava. Jeden vtéká do koupaliště od severu (pramení u silnice k Boříkovům, pod touto vsí), druhý na úrovni otočení Boříkovského potoka na jihovýchod, přítéká ze severozápadu, kde pramení nedaleko vsi na loukách v několika ramenech u lesa.
V Bernarticích opět proteče pod silnicí a pokračuje po loukách zhruba rovně až do rybníka Vachovec v katastru Mlázov. Po cestě se do něj vlévají dva potoky zprava a zleva, a rybník Vachovec je též napájen dalšími dvěma toky z jihozápadu. Jedním tekoucím od Panského rybníka a druhým od vsi Sluhov. Z rybníka Vachovec překoná silnici z Mlázov do Sluhova a pokračuje zcela rovně po loukách do rybníka Malý u Mlázov jižně od vsi Mlázovy. Severně od silnice spojující Mlázovy a Jindřichovice se do něj vlévají dva potoky zprava a dva zleva. Ty pravé pramení v nedalekém lese, ty levé na úpatí kopce Hůrka východně od Bernartic. Z Malého u Mlázov pak pokračuje na východ a na jižním úpatí kopce Na Spálenicích se zprava vlévá do Kalného potoka.
Kalný potok se v Kolinci vlévá zleva do řeky Ostružné, a Ostružná jižně od Dobršína zleva do řeky Otavy. Ta pokračuje až ke hradu Zvíkov v okrese Písek, kde se zleva vlévá do Vltavy. Vltava pokračuje na sever do Labe a Labe se vlévá za německým Hamburkem do Severního moře.